# 6277 Siok
6277 Siok este o planetă minoră (asteroid), cu un diametru de 3,855 km, din centura de asteroizi. A fost descoperită pe 24 august 1949 la observatorul Lowell⁠(d) de Henry L. Giclas⁠(d). 
Obiectul prezintă o orbită caracterizată de o semiaxă mare de 2,2140108 UAi, o excentricitate de 0,2, o înclinație de 6,68578 ° în raport cu ecliptica.